# Point zéro

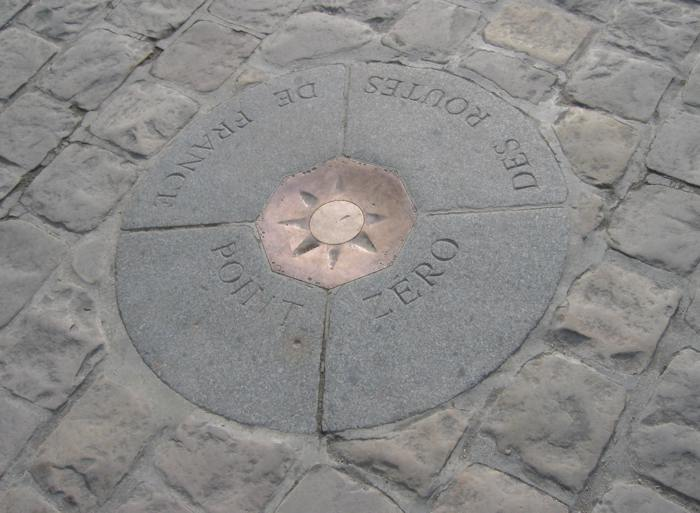
Pomyslný střed Paříže

Point zéro (bod nula) je místo na náměstí Place du Parvis-Notre-Dame před vchodem do pařížské katedrály Notre Dame. Na tomto místě je v dlažbě zasazená malá bronzová hvězdice, která tvoří pomyslný střed Paříže. Od tohoto místa se oficiálně měří všechny vzdálenosti na francouzských silnicích a vzdálenosti od Paříže.